# 999. leichte Afrika-Division
La 999. leichte Afrika-Division era una divisione penale (Strafdivision) della Wehrmacht che ebbe una breve carriera operativa. Costituita in Francia nel 1942, si arrese agli alleati in Tunisia nel maggio 1943.

## Costituzione
La 999. leichte Afrika-Division fu il risultato della trasformazione in divisione dell'Afrika-Brigade 999. Quest'ultima fu costituita in Francia nell'ottobre del 1942, dove svolse attività di addestramento. Si trattava di un'unità di disciplina, ed era composta principalmente da soldati condannati dalla corte marziale e criminali comuni. Tuttavia, i quadri e gli ufficiali erano stati trasferiti da unità regolari.
Come brigata, era composta da due reggimenti:
- Afrika-Schützen-Regiment 961
- Afrika-Schützen-Regiment 962

La trasformazione in divisione avvenne nel marzo 1943. In seguito a ciò, mutò anche l'organico, che giunse a comprendere un altro reggimento (Afrika-Schützen-Regiment 963), oltre ad unità anticarro, di sanità ed altre.

## Attività di combattimento
Alla fine di marzo il suo primo reggimento venne inviato in Tunisia a sostegno dell'Africa Korps, per partecipare all'ultima difesa delle truppe dell'Asse in Africa settentrionale italiana. L'unità non agì mai in modo organico, perciò i suoi reggimenti combatterono separatamente sotto il controllo di unità maggiori. Durante i combattimenti, il 1º aprile, perse la vita il comandante della divisione, il Generalleutnant Kurt Thomas, a causa dell'abbattimento dell'aereo su cui volava. Fu sostituito dal Generalmajor Ernst-Günther Baade, che comandò la divisione fino alla resa, avvenuta il 13 maggio 1943.

## Ordini di battaglia
Afrika-Brigade 999
- Stab
- Afrika-Schützen-Regiment 961
- Afrika-Schützen-Regiment 962
- Nachrichten-Kompanie 999

999. leichte Afrika-Division.
- Stab
- Afrika-Schützen-Regiment (mot) 961[4]
- Afrika-Schützen-Regiment (mot) 962[4]
- Afrika-Schützen-Regiment (mot) 963
- Artillerie-Regiment (mot) 999[4]
- Panzerjäger-Abteilung (mot) 999
- Pionier-Bataillon (mot) 999[4]
- Aufklärungs-Abteilung (mot) 999
- Nachrichten-Abteilung (mot) 999

## Comandanti
| Grado           | Comandante          | Dal             | Fino al        | Note              |
| Generalleutnant | Kurt Thomas         | 2 febbraio 1943 | 1º aprile 1943 | Caduto in azione. |
| Generalmajor    | Ernst-Günther Baade | 2 aprile 1943   | 13 maggio 1943 |                   |